# Campionato di calcio della Repubblica Socialista Sovietica d'Estonia 1957
Il Campionato di calcio della Repubblica Socialista Sovietica d'Estonia 1957 era la massima divisione del campionato estone ed era un campionato regionale sovietico. La vittoria finale andò al Kalev Ülemiste che vinse il primo titolo della sua storia.

## Formula
Era formato da dieci squadre: ogni formazione si incontrava le altre in gironi di andata e ritorno, per un totale di 18 incontri. Erano previsti due punti per la vittoria e uno per il pareggio.

## Classifica finale
|                       | Pos. | Squadra             | Pt | G  | V | N  | P  | GF | GS  | DR |
| --------------------- | ---- | ------------------- | -- | -- | - | -- | -- | -- | --- | -- |
| RSS Estone (bandiera) | 1.   | Kalev Ülemiste      | 18 | 15 | 3 | 0  | 62 | 16 | +46 | 33 |
|                       | 2.   | Kalev Rakvere       | 18 | 12 | 2 | 4  | 42 | 38 | +4  | 26 |
|                       | 3.   | Kalev Narva         | 18 | 9  | 1 | 8  | 38 | 23 | +15 | 19 |
|                       | 4.   | BLTSK               | 18 | 8  | 3 | 7  | 40 | 30 | +10 | 19 |
|                       | 5.   | Punane Koit Tallinn | 18 | 7  | 4 | 7  | 43 | 37 | +6  | 18 |
|                       | 6.   | Dünamo Tartu        | 18 | 6  | 2 | 10 | 32 | 41 | -9  | 14 |
|                       | 7.   | Spartak Viljandi    | 18 | 4  | 6 | 8  | 27 | 38 | -11 | 14 |
|                       | 8.   | Kalev Pärnu         | 18 | 4  | 6 | 8  | 24 | 48 | -24 | 14 |
|                       | 9.   | Kalev Järvakandi    | 18 | 5  | 2 | 11 | 17 | 42 | -25 | 12 |
|                       | 10.  | Kalev Sillamäe      | 18 | 4  | 3 | 11 | 22 | 44 | -22 | 11 |